# Détecteur de mensonge
Pour les articles homonymes, voir Polygraphe et Détecteur.

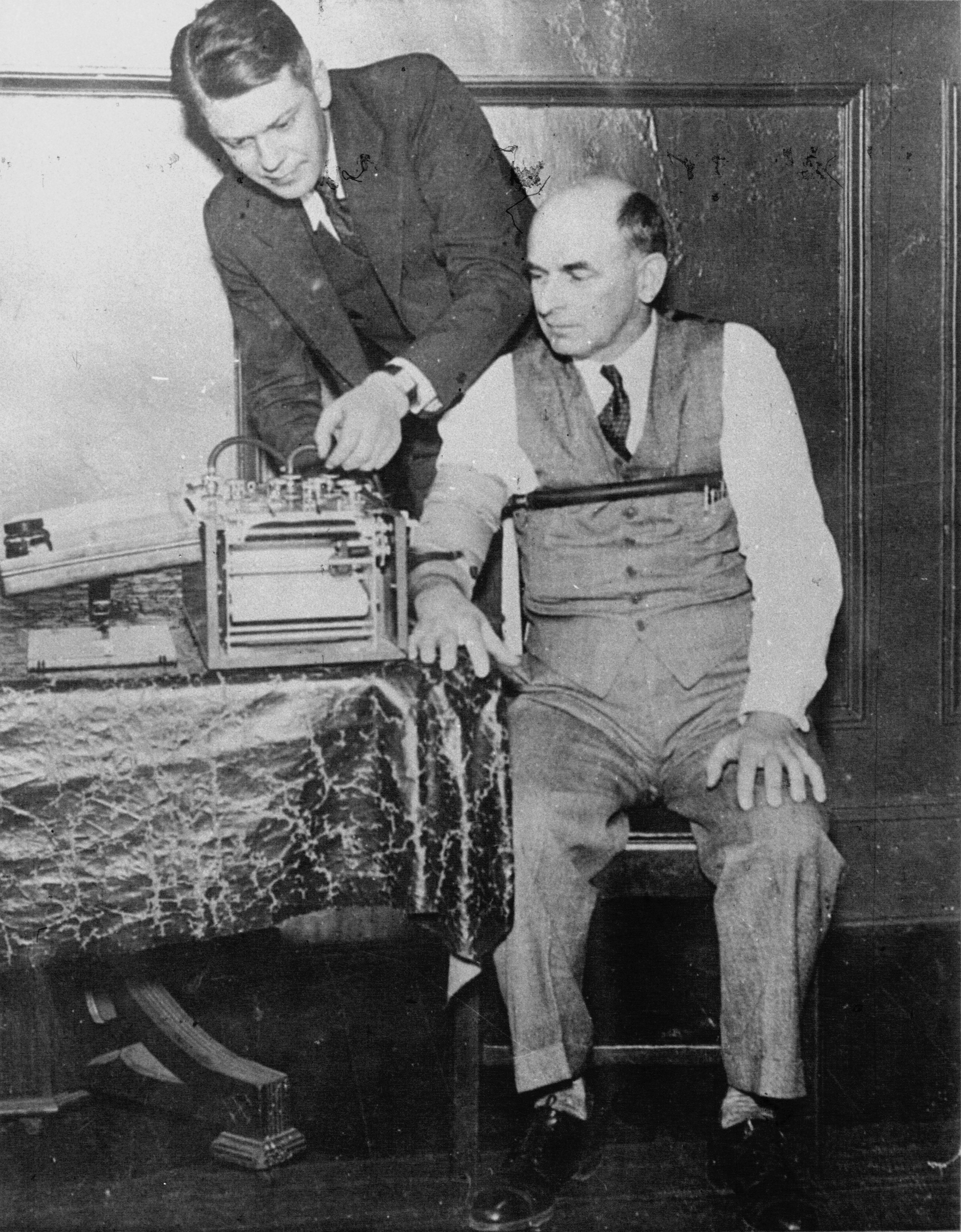
L. Keeler (1903-1949) teste son « polygraphe » sur le Dr. Kohler, témoin lors de l’affaire Lindbergh.

Un détecteur de mensonge(s), ou polygraphe, est un ensemble d'appareils qui mesurent les réactions psychophysiologiques d'un individu lorsqu'il est interrogé, afin de déterminer s'il dit la vérité ou s'il ment. Le postulat selon lequel est censé fonctionner le polygraphe est que le fait de mentir provoque une réaction émotionnelle et s'accompagne donc de manifestations psychophysiologiques mesurables. Par exemple, le stress engendré par le mensonge augmenterait la transpiration et donc la conductance cutanée. La fiabilité de cet appareil a donné lieu à controverse et n'a pas donné lieu à validation scientifique.

## Histoire
L'idée d'utiliser les modifications physiologiques pour détecter qu'un individu est en train de mentir est loin d'être nouvelle : au Moyen Âge, les juges faisaient avaler de la farine aux accusés pour identifier ceux dont la bouche s'asséchait, censés être des menteurs (cette technique était déjà utilisée depuis plus de 2 000 ans en Chine où la farine était remplacée par des grains de riz).
L'utilisation de méthodes scientifiques pour la conception de détecteurs de mensonge remonte au XIXe siècle, notamment avec les travaux de Cesare Lombroso qui inventa en 1885 un détecteur de mensonge qui mesurait la pression sanguine,.
Dès le début du XXe siècle, les appareils médicaux de mesure de pression artérielle sont améliorés  et sont ensuite associés aux instruments de mesure de la fréquence respiratoire pour compléter l'instrument policier d'interrogatoire. La mesure par galvanomètre de la résistance électrique de la peau liée à la sudation y est ajoutée dans la fin des années 1930.
Dans les années suivant la Seconde Guerre mondiale aux États-Unis, la méthode de détection est faite avec un questionnement amélioré par des questions test d'échelonnage à la pratique culturelle ou apprise par l'individu du mensonge. Dans les années 1960, dans les pays concernés, les résultats sont utilisés selon une méthode standard d'évaluation.
Au cours des années 1980, aux États-Unis des recherches ont été faites pour améliorer le système avec des moyens informatiques de traitement des données reçues.
Une variante simplifiée du polygraphe, dénommée électromètre, et mesurant uniquement la résistance électrique de la peau en fonction de la sudation tient un rôle important dans le cursus d'initiation des adeptes de l'église de scientologie. Les débats du procès intenté à l'église de scientologie en 2009 ont mis en lumière une efficacité pour le moins douteuse et alimenté les soupçons d'escroquerie, l'appareil, facturé une forte somme (5000€ en 2009) aux impétrants, n'étant pas plus efficace qu'un simple ohmmètre vendu quelques dizaines d'euros dans un magasin de bricolage.
Anecdotiquement, dans le film policier Suivez cet homme de Georges Lampin, le commissaire Basquier teste en vain lors d'un interrogatoire de suspects, un détecteur de mensonge improvisé : un sphygmomanomètre (tensiomètre).

## Description
Les principaux paramètres exploités par les détecteurs de mensonges contemporains sont : la fréquence cardiaque, la conductance cutanée, la fréquence respiratoire, la température corporelle, la pression sanguine et le diamètre pupillaire. Keeler fera breveter son invention sous le nom de polygraphe, qui deviendra synonyme de détecteur de mensonges.
La mesure de plusieurs paramètres (d'où le préfixe poly- dans polygraphe) est censée pallier l'absence de relation univoque entre réponse physiologique et émotion sous-jacente. Par exemple, un ralentissement du rythme cardiaque s'observe à la fois quand un individu est dégoûté ou quand il est heureux car dans ces deux cas, il s'agit d'une activation du système autonome parasympathique. De plus, d'un individu à l'autre, voire chez un même individu, en fonction du contexte, les réponses physiologiques à une même émotion peuvent différer : la peur déclenche en général une augmentation de la conductance cutanée mais l'amplitude et la dynamique de cette réponse peuvent être variables. On voit donc la difficulté qu'il y a à passer non seulement, de la physiologie à l'émotion, mais encore de l'émotion au mensonge car il n'est pas non plus évident que le fait de mentir se traduise en une réponse émotionnelle systématique et qui soit la même chez tous les individus.

## Fiabilité
Depuis son origine, la fiabilité des détecteurs de mensonge a été vivement critiquée. Les critiques affirment que certains individus très entraînés pourraient passer outre grâce à une grande maîtrise d'eux-mêmes, alors que des individus très émotifs, impressionnés par la procédure, pourraient être identifiés à tort comme menteurs. Les polygraphistes[Qui ?] objectent que ces préjugés ne reposent que sur la méconnaissance totale du fonctionnement du polygraphe.
Il existe des exemples de détenus et experts ayant trompé l'appareil. Parmi les techniques les plus basiques, l'introduction d'une punaise dans la chaussure, sur laquelle on appuie au moment de répondre, permettrait de modifier les réactions corporelles. D'autre part, tout dépend de la conviction de la personne qui passe le test en la fiabilité de la méthode. Ainsi, si elle pense que le détecteur ne fonctionne pas vraiment et qu’elle n’a rien à craindre, les réponses physiologiques de l'organisme seront moindres voire inexistantes. Le cas d'Aldrich Ames, un officier de la CIA arrêté en 1994 pour faits d'espionnage au bénéfice de la Russie et de l'ancienne Union soviétique, est assez caractéristique : l'espion avait passé plusieurs fois avec succès le test du polygraphe sans être démasqué ; ses contacts en URSS lui auraient simplement conseillé d'être « détendu », et de garder en toutes circonstances une humeur égale.
D'autres techniques visant le même but existent : la mesure des tremblements dans la voix, la visualisation des mouvements du corps, la détection de micro-expressions sur le visage trahissant des émotions, voire plus récemment l'imagerie fonctionnelle de l'activité du cerveau pour identifier de potentielles « aires cérébrales du mensonge ». Ces méthodes n'ont toutefois pas fait la preuve de leur fiabilité.
L’interprétation personnelle du polygraphiste (et donc sa neutralité dans la procédure en cours) peut également être remise en cause, rendant ainsi les résultats du détecteur de mensonges peu fiables, comme l'a souligné un jugement de la Cour suprême du Canada en 1978.
Dans la plupart des pays, notamment aux États-Unis, il ne peut être imposé au prévenu, mais le refus de s'y soumettre constitue un moyen de pression exercé par les enquêteurs contre ce dernier afin qu'il « passe aux aveux » : selon eux, si un suspect refuse de passer au détecteur de mensonge (qu'ils considèrent comme infaillible), c'est qu'il a quelque chose à se reprocher.

## Valeur légale par pays

### Belgique
En Belgique, où il est utilisé comme méthode d'interrogatoire depuis 2001, il représente seulement une indication pour les enquêteurs et le magistrat, mais n'a pas plus de valeur légale. Depuis un arrêt de la Cour de Cassation en 2006, il revient au juge de fond ou au jury d'assises de décider de la valeur qu'il accordera au résultat du test polygraphique lors d'un éventuel jugement.

### Canada
Au Canada, il ne peut avoir de valeur légale qu'en matière civile.

### États-Unis
Aux États-Unis, il est alors utilisé par la plupart des services de police dans tout type d'affaires (civiles ou criminelles). Le FBI en fait même un usage intensif, allant jusqu'à l'exploiter dans le cadre du recrutement de ses personnels. Il est exploité durant la chasse aux sorcières anticommuniste du Maccarthysme mais aussi à la purge des homosexuels aux États-Unis durant laquelle un millier d'employés du département d'État perdent leur emploi. Cependant, depuis un arrêt de la Cour suprême en 1998, les résultats obtenus par le test polygraphique ne sont généralement plus admissibles devant les tribunaux fédéraux. En effet, la Cour statuait que seul un jury était habilité à juger de la crédibilité des déclarations d'un accusé : « Par nature, la preuve par le polygraphe peut diminuer le rôle du jury dans la recherche de la crédibilité […] l’aura d’infaillibilité entourant le polygraphe peut conduire les jurés à abandonner leur devoir de s’assurer de la crédibilité et de la culpabilité ». Une vingtaine d'États fédérés autorise dans les juridictions locales l'usage du polygraphe,.
L'Employee Polygraph Protection Act est une loi fédérale de 1988 qui protège les employés à l'incitation ou l'usage forcé d'un polygraphe à des fins professionnelles. L'usage du détecteur de mensonges chute alors de 90%, mais cette loi ne concerne ni le gouvernement, ni les forces de l'ordre, ni les agences de sécurités nationales ne sont concernés par la loi.

### France
En France, le détecteur de mensonge n'a pas valeur de preuve auprès des tribunaux et n'est donc pas utilisé lors des interrogatoires.

### Documentaire
- [vidéo][Production de télévision] « L'histoire du détecteur de mensonges » sur Arte, 2023, 53 min, American experience (consulté le 18 août 2024)